# غوشنة هجينة
غوشنة هجينة (الاسم العلمي: Morchella hybrida) هي نوع من الفطريات يتبع جنس الغوشنة من الفصيلة الغوشنية.